# ایر نیوزیلند

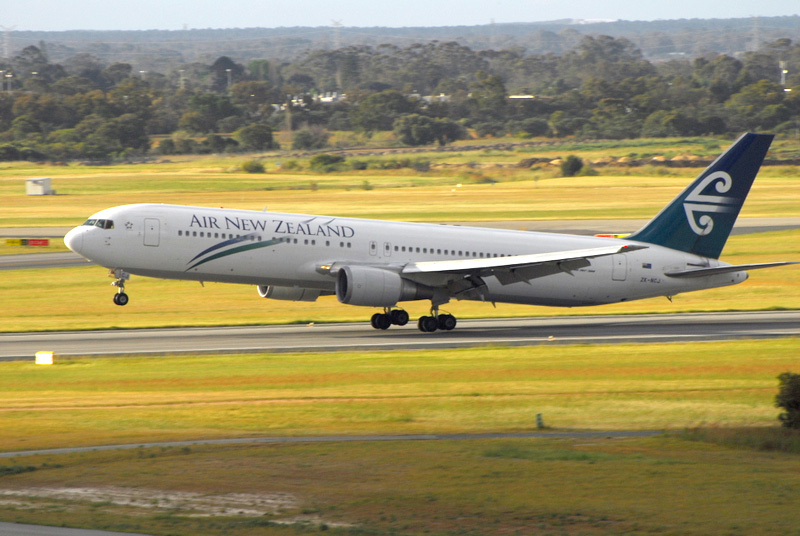
هواپیمای بوئینگ ۷۶۷ شرکت ایر نیوزیلند.

ایر نیوزیلند (به انگلیسی: Air New Zealand) یک شرکت هواپیمایی حامل پرچم در نیوزیلند است. ایر نیوزیلند بزرگ‌ترین شرکت هواپیمایی نیوزیلند به حساب می‌آید. مقر اصلی این شرکت فرودگاه آوکلند است. این شرکت هواپیمایی در آستانه سال ۲۰۲۰ به عنوان بهترین خط هواپیمایی سال معرفی شد.
بر پایه برآوردی در نشریه «فوربس» شرکت ایر نیوزلند در مکان دوم بهترین خط هوایی سال ۲۰۱۹ قرار دارد. در سال ۲۰۱۶ هم این شرکت که چندان بزرگ نیست توانسته بود مقام بهترین خط هوایی جهان را کسب کند.
با اینکه ناوگان ایر نیوزیلند تنها ۵۶ هواپیما دارد که از بسیاری از خطوط هوایی معروف در جهان کم‌تر است اما کارایی بالا، این شرکت را از برترین خطوط هوایی جهان کرده‌است.